# Auguste Daubrée
Gabriel Auguste Daubrée, född 25 juni 1814 i Metz, död 29 maj 1896 i Paris, var en fransk geolog.
Daubrée studerade vid École polytechnique i Paris, där han blev bergsingenjör 1834 och utnämndes 1838 till professor i mineralogi och geologi i Strassburg, 1861 i geologi vid Naturhistoriska museet i Paris och 1862 tillika i mineralogi vid École des mines där, till vars chef han utnämndes 1872. Från 1867 var han generalinspektör för de franska bergverken. Från 1875 tillhörde han kommissionen för utgivande av den geologiska specialkartan över Frankrike. Redan 1834 gjorde han, i offentligt uppdrag, vetenskapliga resor i England, Sverige och Norge. Han invaldes 1861 i Institut de France och var sedan 1892 ledamot av svenska Vetenskapsakademien. Han är särskilt känd för sina banbrytande experimentella undersökningar rörande mineralbildning samt en mängd olikartade geologiska företeelser. Han tilldelades Wollastonmedaljen 1880.